# Stanisław Marucha
Stanisław Marucha (ur. 17 stycznia 1937 w Tykadłowie, zm. 26 września 2008 w Zielonej Górze) – polski strzelec sportowy, trener, olimpijczyk z Tokio 1964 i Montrealu 1976.
W trakcie swojej kariery sportowej (lata 1954-1980) zdobył 20 tytułów mistrza Polski w strzelaniu z karabinka małokalibrowego i pneumatycznego. Reprezentował kolejno barwy Włókniarza Kalisz, Śląska Wrocław, LPŻ Zielona Góra i Gwardii Zielona Góra.
Medalista mistrzostw świata:
- srebrny z roku 1966 w konkurencji strzelania z karabinu dowolnego 60 strzałów leżąc drużynowo (partnerami byli:Jerzy Nowicki, Andrzej Trajda, Janusz Kalmus),
- brązowy z roku 1974 w konkurencji strzelania z karabinu pneumatycznego 40 strzałów drużynowo (partnerami w drużynie byli: Eugeniusz Pędzisz, Romuald Siemionow, Andrzej Trajda).

Medalista mistrzostw Europy:
- srebrny w:
  - strzelaniu z karabinu pneumatycznego 40 strzałów drużynowo w roku 1973
- brązowy w:
  - strzelaniu z karabinu pneumatycznego 40 strzałów drużynowo w latach 1975,1976
  - strzelaniu z karabinu dowolnego 3 x 40 strzałów - postawa stojąc drużynowo w roku 1975

Na igrzyskach olimpijskich startował dwukrotnie w konkurencji strzelania z karabinu małokalibrowego 60 strzałów w pozycji leżąc 50 metrów:
- w roku 1964 zajął 16. miejsce
- w roku 1976 zajął miejsca 37.-40.

Po zakończeniu kariery sportowej został trenerem w AZS Gwardia Zielona Góra oraz trenerem kadry narodowej w latach 1980-1992. Odznaczony złotym Krzyżem Zasługi.